# 理查德·溫特斯
理查德·戴维斯·“迪克”·温特斯（英語：Richard Davis "Dick" Winters）（1918年1月21日—2011年1月2日）少校，是美國陸軍退伍軍官，在第二次世界大戰期間，他指揮第101空降師第506步兵團第2營的E連。
在「D-Day」前夕，溫特斯空降到諾曼第參與戰事，隨隊穿越過法國、荷蘭及比利時，最終抵達德國，至二次大戰末期，在歷任E連第二排長及E連連長後，晉升為第2營營長，隨着德軍宣布投降，他選擇離開506團返抵法國，並在那裡以高級軍官的身份安排等候回國。在1951年，由於韓戰爆發，溫特斯獲美國陸軍再次徵召，主要負責團部策劃，以及在新澤西迪克斯堡基地培訓軍官，當時他一度收到參戰指示，更準備出發前往韓國，不過，根據當時軍方高層的一項新規定，針對所有自二戰後不再活躍於前線的軍官，他選擇中止職務並退出陸軍。
溫特斯從此卸除在陸軍的軍籍，回歸到日常生活，他首先在新澤西州工作，及後回到家鄉賓夕法尼亞，成立屬於自己的巧克力分銷公司，售賣軍用品配給商好時公司生產的巧克力商品。此外，他也是西點軍校的常任嘉賓講師，至1997年正式退休。
溫特斯的軍旅經歷及事跡，為多本著作所描述，在2001年，美國HBO上演的小型連續劇《雷霆傘兵》便是以溫特斯的回憶錄為藍本，其劇中角色則由英國演員戴米恩·路易斯擔綱演出。

## 早年生活及教育
理察·溫特斯於1918年1月21日，出生於賓夕法尼亞的埃夫拉塔，父親亦名理察（Richard），母親為伊迪絲（Edith）。在小溫特斯八歲時，舉家遷到靠近蘭卡斯特一帶，他在當地一間男子高中就讀，至1937年預科畢業後進入富蘭克林·馬歇爾學院（Franklin and Marshall College），展開大學生活。
在大學中，溫特斯表現活躍，除了聯誼性質的兄弟會Delta Sigma Phi外，亦分別參加校內足球及籃球競技，從而取得獎勵星章（Upsilon Chapter），不過為負擔自己的學費支出，他在專注學業之餘，不時也需要透過兼職工作賺錢，這後來迫使他放棄了個人最愛的摔角運動，以及其他各式各樣學院社交活動。經過四年攻讀，他於1941年以最優異成績從商學院畢業，取得商業學位，就在此時，二次大戰的歐洲戰事陸續爆發，他隨即向陸軍報到。

## 第二次世界大戰

### 投入大戰
就在德軍剛進行巴巴羅薩行動，開始與蘇聯激戰之際，1941年8月25日，溫特斯向美國陸軍報到，隨即於九月份入伍，到南卡羅萊納州的克羅夫特營 (Camp Croft, South Carolina) 接受基本軍事訓練（boot camp），完成基礎軍訓後，他所屬營裡的大部分人，都馬上被部署到巴拿馬守衛運河，只有他留在營中，負責協助其他入伍新兵及志願者。1942年4月，他獲薦參加喬治亞州班寧堡的預備軍官學校（Officer Candidate School, OCS），他正是在這裡認識到於整個大戰期間，都一起在第101空降師共事的摯友路易斯·尼克遜。同年7月2日，他由軍官學校畢業，獲授予軍官中的最低級別，即少尉軍銜。
在就讀軍官課程之時，溫特斯便暗自許下決定，想要加入空降部隊成為傘兵。因此一待畢業後，他就回到熟悉的克羅夫特營，然而當時暫沒有傘兵職務的空缺，他惟有繼續從事於訓練新丁，並且耐心等待着。終於，經過五週之後，他突然收到調任指示，得以前往喬治亞州西北部的塔科亞營，加入506傘兵團接受傘兵訓練。

### 受訓及加入E連

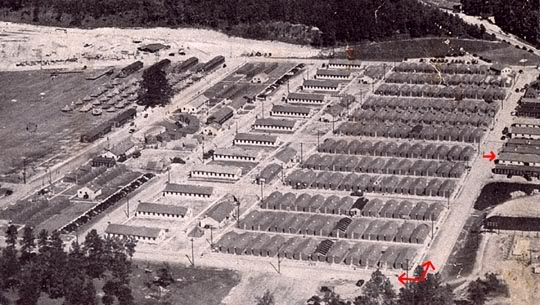
溫特斯與E連一起接受傘兵訓練所在的喬治亞州塔科亞營。

他在1942年8月抵達塔科亞營，分派到該團第2營的E連，直接受命於連長賀拔·索柏中尉（之後晉升上尉）的麾下。為避免聽錯相近的發音，當時軍中習慣根據陸、海軍聯合語音表，替部隊取較容易記的稱呼，因此E連普遍又會暱稱為「Easy Company」，而該連在同一時代的同名連隊之中，可謂是最廣為人知。作為E連的創始成員，他最初擔任部隊的其中一位排長，負責指揮第2排的士兵，但在1942年10月，即是入營約兩個月後，他就迅速升任中尉，擔任E連的副連長（executive officer, XO），不過到1943年5月份，他才收到升遷的官方確認。
在當時，506傘兵團可以稱得上實驗性的部隊，它是美國第一個接受完整空降訓練的軍事單位。由於連隊裡面許多官兵，以前都只有少得可憐的軍事經驗，因此每一天在塔科亞營，訓練都必需制訂得非常艱難。也因此，連隊的人員流失情況相當嚴重。事實上，剛開始時506團總共有500位主動參訓的軍官，但其中只有148位，到最後成功完成空降訓練，同樣地，應徵入伍的士兵們也過得不輕鬆，5300名志願者中只有1800人入選為隊員，反映出訓練要求相當嚴格。
1943年7月10日，506團正式編制，加入隸屬於第101空降師，為了隔年盟軍大舉反攻歐洲大陸的計劃，他們之後搭乘軍艦撒瑪利亞號前往英國，並在9月15日於利物浦上岸，前往渭州郡的奧爾德本市，展開另一階段的密集式軍事訓練，讓506團對反攻歐洲的準備更加充足。

### 同僚爭執

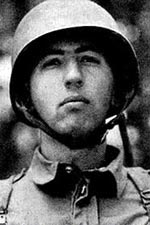
E連原任連長賀拔·索柏上尉

就在正籌劃反攻，E連駐紮在奧爾德本的期間，溫特斯中尉與賀拔·索柏上尉之間，彌漫著緊張的氛圍，於1943年11至12月起，兩人便開始針鋒相對。在此之前，他私底下對於索柏帶領整個連隊的能力，已經煩惱了一段時間，但一直沒有開口。而在連隊裡面，不少士兵同樣在質疑連長索柏的領導能力，相較之下，大多數人都認為做事實在的溫特斯更值得敬佩。
當時，溫特斯曾經嘗試為事件降溫，他公開地表示，自己從沒想過要與索柏爭奪對E連的控制權。然而，索柏並未放過攻擊對方的機會，他指控溫特斯拒絕軍令，沒有遵循自己下達的合法指示，藉此隨意處罰對方，從此以後，情況便變得一發不可收拾。
因為覺得懲罰有失公平，溫特斯斷然要求，把指控交由軍事法庭裁決，就在懲處正等候營長發布之時卻被擱置，索柏當天過後，再對溫特斯提出另一項獨立檢控。之後，軍事法庭受理仲裁，並展開相關調查，溫特斯因此暫時調到指揮本部，擔任營部雜務官（mess officer）。
接着，雖然溫特斯遊說反對，但是E連中為數不少的士官（noncommissioned officers, NCOs）仍決定聯合起來表達訴求，他們向506團團長羅拔·辛克上校發出通牒：除非撤換賀拔·索柏，否則所有士官都會集體離隊。辛克上校對這違反紀律的做法深感不悅，實際上，數名提出要求的士官當下被降職，甚至調離E連。縱使如此，辛克上校由這事件瞭解到索柏並不得人心、與連隊下屬關係惡劣，為此，辛克盡可能謹慎地處理事件，最後經過一番權衡之下，他決定必須要換走索柏。
不久索柏被調職，去出任一所新成立的傘兵學校校長，而溫特斯在軍事法庭方面的指控則無限期停滯，他重新返回到E連擔任第1排排長。儘管倆人個性上有衝突，溫特斯後來坦言，他覺得E連的成功，至少有一部分應該要歸功於賀拔·索柏，因為索柏對部隊有着很高的期許，讓士兵們對刻苦的訓練習以為常。在1944年2月，團部定出新指揮官的人選，E連連長一職由湯瑪士·米漢三世中尉接任。

### D-DAY
米漢繼續指揮E連，直到反攻諾曼地為止。可惜的是，時間約在1944年6月6日凌晨1時15分左右，米漢中尉、連士官長伊凡斯以及E連部份傘兵，搭乘的領航C-47運輸機jump stick 66，被德軍猛烈的防空炮火擊中，機上全員陣亡。
當晚，溫特斯排長從運輸機跳傘，順利於法國西北部沿岸的聖梅爾埃格利斯一帶空降登陸，他的步槍等武器在空降時不慎遺失，但憑藉判讀地圖，他迅速掌握自己的所在位置，沿途集合包括第82空降師在內的少數傘兵，指揮他們推進到接近聖瑪麗-迪蒙的預定集合點。在聖瑪麗-迪蒙，兵力陸續從四面八方聚集，但沒有人知道米漢的下落，溫特斯遂成為E連連長（Commanding Officer, CO），帶領連隊投入反攻部署的第二波大君主作戰。
在D-DAY後不久，溫特斯帶領傘兵們突擊德軍陣地，目的是破壞一門正在轟炸猶他灘頭盟軍登陸部隊的105毫米榴彈砲炮台，美軍方面預測，該炮台由德軍一整個排的軍力負責保衛，面對約50名敵軍，溫特斯僅率領13人就完成任務，此次突擊發生在Le Grand-Chemin小村的南面，稱為布里考特突擊（Brécourt Manor Assault）。鑑於這次突擊非常具有效率，因此美國陸軍軍官學院（西點軍校）一直將其用於教學引用範本，作為對固定陣地展開攻擊的典範。
另一個意外收獲是，溫特斯於摧毀榴彈炮陣地時，無意中獲得一幅德軍地圖，上面列出德軍在猶他灘頭各區的防衛設施地點，具有珍貴的戰略價值。

### 市場花園行動
1944年7月1日，溫特斯獲得告知，其已晉升上尉。翌日，他由美國第一軍團司令奧馬爾·布拉德利將軍手中，正式接受傑出服役十字勳章，之後，506團短暫撤離法國，回去英國的奧爾德本基地，以便重新進行戰略調配。
1944年9月，506團參與市場花園行動，遂以空降的方式進入荷蘭，至10月5日，德國部隊向506團第2營的側翼發動攻擊，並揚言要突破該條防線。同一時間，E連一支四人巡邏隊於常規執勤時，遭遇敵方襲擊而負傷，當四人逃回指揮部後匯報，在連隊駐地東方約1,300碼（1200米）的一個十字路口，正有大批的德軍不斷聚集。
溫特斯判斷事態嚴重，決定率領E連第1排的其中一班（由8至13人組成），火速趕往十字路口附近。在那裡，他們觀察到一挺德軍機槍，正朝著南方不遠處的506團第2營營部開火。經過一輪部署後，溫特斯向敵方機槍陣地的人員發動突擊，迅速佔領陣地，但是，小隊隨即意外受到陣地另一側的德軍砲火攻擊，他們猜測，該處可能是由一整排的德軍負責防衛，溫特斯馬上透過無線電召集第1排的其餘士兵到場增援，最後成功克制敵軍，經過清點後，發現當時在十字路口附近的德軍數量，實際至少約有300人左右。
同年10月9日，由於前任副營長荷頓少校（Oliver Horton）陣亡，溫特斯再次受到上級提拔，成為506團第2營的副營長，雖然副營長職務慣常由少校出任，但溫特斯獲得此職位時，官階上仍然只是上尉。

### 突出部之役

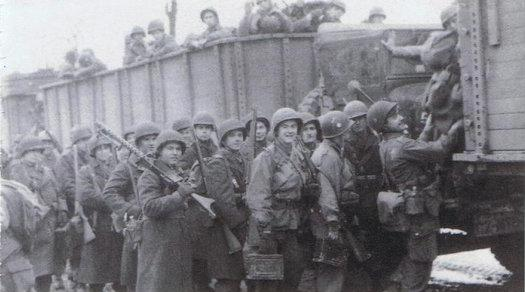
突出部之戰前夕，E連士兵由卡車運送到比利時巴斯托涅。

在1944年12月16日，德軍在比利時對盟軍展開反擊。之後，101空降師馬上於12月18日，藉由卡車運輸，進入到比利時東南邊境的巴斯托涅區域，作為第2營的副營長，溫特斯和E連奉命駐守巴斯托涅的東北面，靠近小鎮富瓦一帶的防線，後來，此戰事成為廣為人知的突出部之役。
而時值寒冬的巴斯托涅，戰況對美軍極為不利，主因是雙方兵力差距甚為懸殊，整個101空降師加上一部分的第10裝甲師，在此地需要與德軍總共由15個師組成的龐大軍團對抗，德軍在火力和裝甲方面都擁有優勢，相對地，101空降師無論是糧食、彈藥和藥物等物資，都顯得非常匱乏，經過將近一星期的殊死堅守，「鐵膽將軍」喬治·巴頓麾下的第三軍團，才成功突破巴斯托涅外圍的德軍封鎖線。
受友軍解圍後，在1945年1月9日，第2營向富瓦發起攻擊，之後佔領該個小鎮。在3月8日，第2營進入法國萊茵區的阿蓋諾，溫特斯晉陞為少校，不久之後，因為斯特雷耶中校調任團部參謀，他便補上空缺，獲任命為506團第2營營長。不過，隨着歐洲戰場的戰況逐漸明朗，第2營此後再也沒有遇到像突出部之役般的惡戰了。

### 戰爭後期
同年四月份，戰爭開始踏入最後階段，第2營沿着萊茵河執行防守任務，然後在該月下旬進入德國巴伐利亞境內。
在五月初，101空降師接到命令，要去搜索阿道夫·希特勒藏身的「鷹巢」貝希特斯加登，他們沿途遇到絡繹不絕已投降的德國士兵，並率先抵達阿爾卑斯山區，101空降師在1945年5月5日中午，到達貝希特斯加登小鎮，他們停留的第三天，也就是1945年5月8日，歐洲戰爭正式宣告結束，是為二戰歐戰勝利紀念日（V-E Day）。
戰事結束後一段時間，溫特斯留在歐洲監管當地復員及復工等過程。實際上5月12日時溫特斯已經取得足夠的軍旅積分，可以申請返回美國，但他獲上級告知，需要他留在德國協助組織相關善後工作。5月26日，温特斯經上级同意後與第13空降师查普曼将軍見面，申请加入該師参加對日作戰任務，卻遭婉拒。之後，上級向溫特斯提出邀請，希望他在戰後，仍然留在美軍常備軍任職，但遭到溫特斯婉拒。
終於，他在1945年11月4日登上Wooster Victory號，由德國撤退回到法國馬賽。在當地，1945年11月29日，他和營部和E連其餘出生入死的戰友告別，獨自踏上歸程，不過，直待至翌年1月22日，軍方一直都沒有正式批准他退役，只把他的個案當成是休假處理。
由於在布里考特突擊中，展現出眾的領導能力，減少盟軍在搶灘時承受的德軍火力，為此，溫特斯曾獲上級推薦頒授榮譽勳章，但後來降一級為傑出服役十字勳章（美國軍隊第2最高的戰鬥授勳），理由是美軍方針訂明，每場戰役中，每個師部只可頒發一枚榮譽勳章，而101空降師於諾曼地戰事的榮譽勳章，已經頒給羅伯特·高爾中校。在迷你劇集《雷霆傘兵》播出後，曾經有人發起聯署活動，希望寫信給軍方，要求頒發榮譽勳章予溫特斯，不過至今尚未成功。

## 韓戰
隨着二次大戰歐洲戰事終結，溫特斯接受戰時摯友路易斯·尼克遜上尉的邀請，參與尼克遜家位於新澤西州愛迪生市的家族生意，並在1950年成為該公司總經理，協助管理業務。而在1948年5月16日，溫特斯迎娶埃塞尔·埃斯托佩（Ethel Estoppey）為妻，與此同時，他也沒有放棄學習的機會，在退伍軍人權利法（G.I. Bill）的保障下，溫特斯繼續到羅格斯大學進修，報讀了商業及人事管理課程。
1951年6月份，由於韓戰爆發，溫特斯率領傘兵的豐富經驗再受重視，因此重新應美國陸軍徵召入營，受命派遣到駐守肯塔基州甘保營的第11空降師去，不過，溫特斯並非戰爭狂熱份子，在距離向軍方報到的六個月期限前，溫特斯特地前往華盛邨特區拜會安東尼·麥考利夫將軍，希望說服軍方避免派遣他到韓國前線去。
溫特斯向麥考利夫解釋指，自己所親身見證的戰爭，已經足夠多了，因此不想再牽涉入另一段戰火洗禮，不過，雖然將軍明顯了解到他的立場，但麥考利夫同一時間表明，由於溫特斯在戰地的指揮經驗豐富，因此軍方需要用到他的力量，間接婉拒了溫特斯的要求。
溫特斯別無選擇，惟有回到新澤西州迪克斯堡報到，在那裡，他奉派出任團部參謀，並且負責訓練步兵軍官。然而，在迪克斯堡的時間，溫特斯對他的工作並不滿意，他發覺受訓的新一輩軍官都缺乏紀律，甚至乎經常缺席己安排好的常規課堂，溫特斯對此鬆散、怠慢的氣氛提不起勁。終於他決定離開，改為志願加入屬於陸軍精英的遊騎兵學校，繼續擔任教官工作，那裡的訓練以極度嚴格見稱，普遍及格率不足30%。
醞釀開戰前夕，溫特斯收到動員命令，並立即抵達西岸的西雅圖候命，準備隨時開赴到韓國前線，但在部署訓練前的行政過程，溫特斯獲提供一個機會退出戰爭，最終他便決定離開戰線。

## 戰爭之後

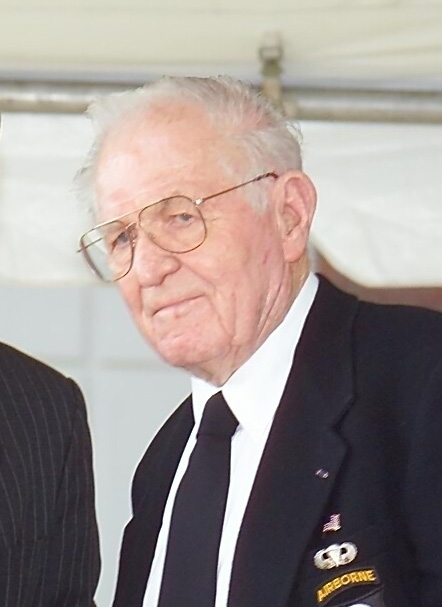
溫特斯於2004年留影

在兩次服役之後，溫特斯退出軍隊，在新澤西州新布朗斯維克的一間塑膠粘劑企業擔任工廠主管。1951年，他與妻子愛賽兒·伊斯托佩買下一個小農莊經營，溫特斯又建造一個小農舍作居所，兩夫婦在此安穩地生活，並養育他們的兩個孩子成長。1972年，溫特斯回到家鄉賓夕法尼亞州，開始從事屬於自己的生意，而生意內容主要是販售動物飼料給當地農民。不久之後，他和家庭又移居到以好時巧克力聞名的赫爾希鎮生活，直至1997年正式退休。
在1990年代，溫特斯接受出版社及電視台專訪，講述他的戰時經歷，以及E連的其他成員事蹟。至1992年，史提芬·安布洛斯的小說著作《 》出版，隨後，根據此書改編的HBO迷你影集《雷霆傘兵》在2001年首播，溫特斯和E連的事蹟逐漸受到大眾關注。
以溫特斯為主題的書還有，作者是Larry Alexander，在2005年出版。而溫特斯的個人回憶錄也在2006年初出版，由軍事歷史學家及退役美國陸軍上校Cole C. Kingseed合作編撰。
此外，他又經常受邀到西點軍校擔任講師，向學員分享自己的二戰經驗，以及對軍官領導能力的見解等。在2009年5月16日，溫特斯的大學母校富蘭克林·馬歇爾學院，向溫特斯頒發榮譽人文博士學位。
雖然逐漸變得知名後，溫特斯經常收到很多的讚揚，但他對自己的過往依然保持十分謙虛。在《諾曼第大空降》內的訪談中，溫特斯引述由麥克·藍尼（Mike Ranney）中士寄給他的信件內容，「我常常會懷緬一段有關我孫子的回憶，他提出了疑問：『爺爺，您是戰爭中的英雄嗎？』，爺爺回答他：『不是......但是我身在一個英雄們的連隊』」（Grandpa, were you a hero in the war?' Grandpa said 'No...but I served in a company of heroes）。

## 去世
2011年1月2日，温特斯在賓夕法尼亞州赫爾希鎮的一間療養院過世，享壽92歲，當時他已經與柏金遜症搏鬥逾數年。根據溫特斯的遺願，他的葬禮不對外公開，於2011年1月8日舉行私人葬禮，其過世的消息一直到翌日才傳到外界，引起美國及各地媒體的廣泛報導和關注。曾經在拍攝期間與温特斯合作的HBO總裁派柏（Richard Plepler）表示，憶及在《雷霆傘兵》拍攝進行時，溫特斯的性格威嚴與謙遜兼備，他的這種特質在大規模水陸兩棲作戰時，能夠散發出領袖的光芒，並且有助結束二次世界大戰。
他的葬禮是在賓夕法尼亞埃夫拉塔進行，紀念儀式採用路德會形式，靈柩稍後下葬在位於貝斯拉斯國家公墓的溫特斯家鄉墓地，就在他父母的位置旁邊。他的墓碑標示為「理察·D·溫特斯－－第二次世界大戰, 101空降師」（Richard D. Winters World War II 101st Airborne）。
在2012年6月6日，即是盟軍「D-Day」登陸的六十八周年，一個12英尺高的溫特斯青銅雕像，在法國聖瑪麗-迪蒙市附近樹立並揭幕，據了解，一直低調的溫特斯當初之所以協議同意此安排，接受用他的外表鑄造雕像，只因為他希望把這個紀念碑的悼詞，獻給所有曾經於諾曼底登陸中服役、或是陣亡的下級軍士。

## 勳章
| width=130px |

|                         |                                                     |                         |
| Bronze oak leaf cluster |                                                     | Bronze oak leaf cluster |
|                         | Arrowhead · Bronze star · Bronze star · Bronze star |                         |
|                         |                                                     |                         |
|                         |                                                     |                         |

| 戰鬥步兵徽章 | 傘兵徽章： 兩枚戰鬥之星 |

| 傑出服役十字勳章 |                                           |                                           |
| 銅星勳章： 兩枚  | 紫心勳章                                  | 美國總統集體嘉獎勳表： 加橡葉，突出部之戰 |
| 美國防禦服役獎章 | 歐-非-中東戰功獎章： 加箭頭，三枚戰鬥之星 | 第二次世界大戰勝利獎章                    |
| 陸軍佔領服役獎章 | 國防部服役獎章： 一枚                     | 法國英勇十字勳章                          |
| 解放法國表揚勳章 | 比利時英勇十字勳章                        | 比利時二戰服務勳章                        |

### 引用
1. 1 2  T. Rees Shapiro. . Washington Post. January 9, 2011  [January 10, 2011]. （原始内容存档于2020-12-08）.
2. 1 2 3 4 5 6  Boland, Timothy. . The Pennsylvania Center for the Book. 2007  [June 2, 2009]. （原始内容存档于2012-09-03）.
3. ↑  Winters, p.4.
4. 1 2  Winters, p.6.
5. ↑  . Delta Sigma Phi. January 28, 2011  [November 10, 2012]. （原始内容存档于2012年7月14日）.
6. ↑  Winters, p.7.
7. ↑  Winters, pp.8–10.
8. ↑  Winters, p.13.
9. ↑  Winters, p.12.
10. ↑  Winters, p.14.
11. ↑  Winters, pp.16–17.
12. ↑  Ambrose, p.25.
13. 1 2  Winters, p. 39.
14. 1 2  Ambrose, p.18.
15. ↑  Winters, p. 18.
16. ↑  Ambrose, p.39.
17. ↑  Ambrose, p.44.
18. ↑  Ambrose, p.45.
19. ↑  Ambrose, pp. 47–52.
20. ↑  Ambrose, p.48.
21. ↑  Ambrose, p.51.
22. ↑  Ambrose, p.52.
23. ↑  Ambrose, p.53.
24. ↑  Ambrose, p.54.
25. 1 2  Winters, p.57.
26. ↑  Winters, p.287.
27. ↑  Winters, pp.78–79.
28. ↑  Winters, p.80.
29. ↑  Ambrose, p.76.
30. ↑  Ambrose, p.92.
31. 1 2  Ambrose, pp.78–84.
32. 1 2  .   [June 2, 2009]. （原始内容存档于2012-09-03）.
33. ↑  Winters, p.88.
34. 1 2 3  Winters, p.112.
35. ↑  Winters, pp.136–137.
36. 1 2  Winters, p.137.
37. ↑  Winters, p.138.
38. ↑  Winters, p.145.
39. ↑  Winters, p.147.
40. 1 2  Ambrose, pp.179–212.
41. ↑  Ambrose, p.205.
42. ↑  Winters, p.200.
43. ↑  Ambrose, p.221.
44. 1 2  Winters, p.202.
45. ↑  Winters, pp.209–213.
46. ↑  Winters, p.216.
47. ↑  Winters, p. 217.
48. ↑  Winters, p.224.
49. ↑  Winters, p.243.
50. ↑  Ambrose, p. 283.
51. ↑  Winters, p.254.
52. ↑  Winters, p.255.
53. ↑  Ambrose, p.85.
54. ↑  Ambrose, p.306.
55. 1 2 3  Winters, p.256.
56. 1 2 3 4 5 6  Winters, p.257.
57. ↑  Winters, p.258.
58. 1 2  Kingseed, Cole. .   [June 3, 2009]. （原始内容存档于2009-05-05）.
59. ↑  . Franklin & Marshall College.   [June 2, 2009]. （原始内容存档于2009年4月14日）.
60. ↑  Winters, p.289.
61. ↑  Jon Hurdle. . Reuters. January 10, 2011  [10 January 2011]. （原始内容存档于2021-03-08）.
62. ↑  . WGAL. January 9, 2011  [January 10, 2011]. （原始内容存档于2011年9月28日）.
63. ↑  . Reuters. January 10, 2011  [May 1, 2013]. （原始内容存档于2014-12-27）.
64. ↑  Brenckle, Lara. . Harrisburg Patriot News. January 12, 2011  [February 20, 2011]. （原始内容存档于2018-09-14）.
65. ↑  Strassmann, Mark. . CBS News. June 6, 2012  [June 6, 2012]. （原始内容存档于2013-05-12）.
66. ↑  . San Francisco Chronicle. June 7, 2012.

### 书籍
- Band of Brothers: E Company, 506th Regiment, 101st Airborne from Normandy to Hitler's Eagle's Nest, 史提芬·安布洛斯, Simon & Schuster, 1992年. ISBN 0743464117
- D-Day, June 6, 1944, The Battle For The Normandy Beaches,史提芬·安布洛斯, Simon & Schuster, 1994年. ISBN 0743449746
- Beyond Band of Brothers : The war memoirs of Major Dick Winters ,迪克·溫特斯少校(with Cole C. Kingseed), Berkley Hardcover, 2006年. ISBN 0425208133
- Biggest Brother: The Life of Major Dick Winters, The Man Who Led the Band of Brothers,拉里·亞歷山大, NAL Hardcover, 2005年, ISBN 0451215109

## 外部連結
- （英文）理查德·溫特斯的軍籍紀錄
- （英文）Campaign for Winters' Medal of Honor（页面存档备份，存于）
- （英文）理查德·溫特斯在互联网电影资料库（IMDb）上的資料（英文）
- （英文）Beyond Band of Brothers : 迪克·溫特斯少校的戰爭回憶 （页面存档备份，存于）
- （英文）有關溫特斯少校的反思 （页面存档备份，存于）
- （英文）迪克·溫特斯少校逝世的新聞 （页面存档备份，存于）